# Клут (Тексас)
Клут (енгл. Clute) град је у америчкој савезној држави Тексас. По попису становништва из 2010. у њему је живело 11.211 становника.

## Демографија
Према попису становништва из 2010. у граду је живело 11.211 становника, што је 787 (7,5%) становника више него 2000. године.
| Група             | 2000.         | 2010.         |
| Белци             | 4.415 (42,4%) | 3.874 (34,6%) |
| Афроамериканци    | 798 (7,7%)    | 1.172 (10,5%) |
| Азијати           | 100 (1,0%)    | 81 (0,7%)     |
| Хиспаноамериканци | 5.013 (48,1%) | 6.006 (53,6%) |
| Укупно            | 10.424        | 11.211        |